# Hidden Agenda (песня Крейга Дэвида)
«Hidden Agenda» (с англ. — «Скрытая повестка») — сингл английского поп-исполнителя Крейга Дэвида. Он был написан Дэвидом и продюсером Марком Хиллом для его второго студийного альбома Slicker Than Your Average (2002). Песня была выпущена 6 января 2003 года в качестве второго сингла с альбома и стала его восьмым хитом в топ-10 в Великобритании (включая его сотрудничество с Artful Dodger), достигнув пика на 10-м месте и проведя шесть недель в топ-75 Великобритании. После смены звучания между его дебютным альбомом Born to Do It и «What’s Your Flava?», ведущим синглом с Slicker Than Your Average, «Hidden Agenda» вернула Дэвида к звучанию, по которому он был известен по своим мировым хитам, таким как «7 Days» и «Walking Away», и воссоединила его с продюсером Artful Dodger Марком Хиллом.

## Клип
В музыкальном видео для «Hidden Agenda» снялась пуэрториканская модель Розалин Санчес, а режиссёром выступила команда режиссёров Calabazitaz. Видео было снято в Тлакотальпане, Мексика.

## Список композиций
| №  | Название                                                    | Автор(ы)              | Producer(s)     | Длительность |
| -- | ----------------------------------------------------------- | --------------------- | --------------- | ------------ |
| 1. | «Hidden Agenda» (Radio Edit)                                | Craig David Mark Hill | Hill            | 3:36         |
| 2. | «Come Together» (Live From Radio City Music Hall, New York) | Lennon–McCartney      | Fraser T. Smith | 4:06         |
| 3. | «Hidden Agenda» (Instrumental)                              | David Hill            | Hill            | 4:15         |
| 4. | «Hidden Agenda» (Video)                                     |                       |                 | 3:40         |

| №  | Название                                                   | Автор(ы)              | Producer(s)                 | Длительность |
| -- | ---------------------------------------------------------- | --------------------- | --------------------------- | ------------ |
| 1. | «Hidden Agenda» (Radio Edit)                               | Craig David Mark Hill | Hill                        | 3:34         |
| 2. | «Hidden Agenda» (Blacksmith Rerub featuring Know ?uestion) | David Hill            | Hill Blacksmith [a]         | 4:54         |
| 3. | «Hidden Agenda» (Soulshock & Karlin Remix)                 | David Hill            | Hill Soulshock & Karlin [a] | 3:50         |
| 4. | «Hidden Agenda» (Plasma Remix featuring Messiah Bolical)   | David Hill            | Hill Plasma [a]             | 4:50         |

## Места в хит-парадах

### Еженедельные хит-парады
| Хит-парад (2003)                       | Наивысшая строчка |
| -------------------------------------- | ----------------- |
| Австралия (ARIA)                       | 24                |
| Австралия (ARIA Urban)                 | 9                 |
| Бельгия/Фландрия (Ultratop 50)         | 39                |
| Бельгия/Валлония (Ultratop 50)         | 39                |
| Чехия (IFPI)                           | 38                |
| Европа (Eurochart Hot 100)             | 31                |
| Франция (SNEP)                         | 70                |
| Германия (GfK)                         | 65                |
| Венгрия (Editors' Choice Top 40)       | 19                |
| Ирландия (IRMA)                        | 32                |
| Италия (FIMI)                          | 20                |
| Нидерланды (Dutch Top 40)              | 28                |
| Нидерланды (Single Top 100)            | 43                |
| Новая Зеландия (Recorded Music NZ)     | 13                |
| Польша (Music & Media)                 | 8                 |
| Польша (Polish Airplay Charts)         | 13                |
| Румыния (Romanian Top 100)             | 23                |
| Шотландия (OCC Scotland)               | 17                |
| Швеция (Sverigetopplistan)             | 49                |
| Швейцария (Schweizer Hitparade)        | 50                |
| Великобритания (OCC UK Singles)        | 10                |
| Великобритания (OCC UK Hip Hop/R&B)    | 4                 |
| США (Billboard Bubbling Under Hot 100) | 19                |
| США (Billboard Pop Airplay)            | 31                |

### Хит-парады конца года
| Хит-парад (2003) | Позиция |
| ---------------- | ------- |
| UK Singles (OCC) | 197     |

## Хронология выхода
| Страна         | Дата            | Формат                            | Лейбл                  | Ref.   |
| -------------- | --------------- | --------------------------------- | ---------------------- | ------ |
| США            | 6 января 2003   | Rhythmic contemporary urban radio | Atlantic               | [ 26 ] |
| Великобритания | 20 января 2003  | CD cassette                       | Wildstar               | [ 27 ] |
| США            | 3 февраля 2003  | Adult contemporary radio          | Atlantic               | [ 28 ] |
| Австралия      | 17 февраля 2003 | CD                                | Warner Music Australia | [ 29 ] |
| Япония         | 21 февраля 2003 | CD                                | Telstar                | [ 30 ] |